# Clase Gumdoksuri (patrullero)
La clase Gumdoksuri (Hangul: 검독수리급 고속함) es una serie de patrulleros construida por Corea del Sur para equipar su armada. Es conocido también con el nombre de PKX (patrullero rápido) o PKG (caza de patrulleros lanzamisiles).

## Historia
Destinada a reemplazar a la clase de patrulleros Chamsuri, la clase Gumdoksuri ha sido construida en los astilleros de Hanjin Heavy Industrias y STX Offshore & Shipbuilding. La Armada de la República de Corea comenzó el desarrollo de la clase de PKG en 2003 después de que una patrulla de la clase de Chamsuri (patrulla de la clase de PKM) fue hundida durante una Segunda Batalla de Yeonpyeong el 29 de junio de 2002.
El programa PKX (Patrol Killer eXperimental) es el proyecto de modernización de los barcos patrulleros de la Armada de Corea del Sur. El PKX consta de dos diseños principales: el PKG-A más grande, está armado de misiles y cuenta con aproximadamente 500 toneladas de desplazamiento, mientras que el más pequeño PKG-B está armado sólo con cañones y tiene un desplazamiento de aproximadamente 200 toneladas. el PKG-A está planeado para llevar a cabo algunas de las operaciones realizadas por las corbetas de la clase Pohang, por su parte el PKG-B está pensado para reemplazar a la envejecida flota de la clase de Chamsuri. El primer navío PKG-A fue ordenado a Hanjin Heavy Industries. El líder de la clase se nombró Yoon Youngha (PKG 711), en honor al Teniente Comandante Yoon Youngha, quien fue asesinado durante la Segunda Batalla de Yeonpyeong y fue botado el 28 de junio de 2007 siendo asignado el 17 de diciembre de 2008. La producción de la PKG-A está siendo dividida entre Hanjin Heavy Industries y STX Offshore & Shipbuilding (STX) en lotes de cuatro.
La variante PKX-B incluye un lanzador de cohetes guiados de 130 mm en la popa. El primer buque fue botado en julio de 2016 y será puesto en servicio a finales de 2017. Los cuatro buques del primer lote serán entregados a finales de 2019. Se adjudicó un contrato a Hanjin Heavy Industries para los buques 5-8 en junio de 2017, los cuales están programados para ser entregarse después de 2020. El contrato para los buques 9-12 será concedido a principios de 2018. Inicialmente se han previsto 24 Gumdoksuri Ay 18 Gumdoksuri B.

## Buques de la clase
| Nombre                 | Numeral | Constructor                 | Botado                   | Asignado                 | Baja | Estado |
| ---------------------- | ------- | --------------------------- | ------------------------ | ------------------------ | ---- | ------ |
| Yoon Youngha (윤영하)  | PKG-711 | Hanjin Heavy Industries     | 28 de junio de 2007      | 17 de diciembre de 2008  |      | Active |
| Han Sanggook (한상국)  | PKG-712 | STX Offshore & Shipbuilding | 23 de septiembre de 2009 | 14 de septiembre de 2011 |      | Active |
| Jo Chunhyung (조천형)  | PKG-713 | STX Offshore & Shipbuilding | 23 de septiembre de 2009 | 14 de septiembre de 2011 |      | Active |
| Hwang Dohyun (황도현)  | PKG-715 | STX Offshore & Shipbuilding | 11 de diciembre de 2009  | 13 de enero de 2012      |      | Active |
| Suh Hoowon (서후원)    | PKG-716 | STX Offshore & Shipbuilding | 11 de diciembre de 2009  | 28 de noviembre de 2011  |      | Active |
| Park Donghyuk (박동혁) | PKG-717 | Hanjin Heavy Industries     | 28 de julio de 2010      | 28 de noviembre de 2011  |      | Active |
| Hyun Sihak (현시학)    | PKG-718 | Hanjin Heavy Industries     | 28 de julio de 2010      |                          |      | Active |
| Jung Geungmo (정긍모)  | PKG-719 | Hanjin Heavy Industries     | 2 de noviembre de 2010   | 19 December 2011         |      | Active |
| Ji Deokchil (지덕칠)   | PKG-721 | Hanjin Heavy Industries     | 2 de noviembre de 2010   | 23 de diciembre de 2011  |      | Active |
| Lim Byeongrae (임병래) | PKG-722 | STX Offshore & Shipbuilding | 20 de noviembre de 2012  | 3 September 2013         |      | Active |
| Hong Siuk (홍시욱)     | PKG-723 | STX Offshore & Shipbuilding | 20 de noviembre de 2012  | 10 October 2013          |      | Active |
| Hong Daeseon (홍대선)  | PKG-725 | STX Offshore & Shipbuilding | 20 de noviembre de 2012  | 4 de noviembre de 2013   |      | Active |
| Han Munsik (한문식)    | PKG-726 | Hanjin Heavy Industries     | 24 de abril de 2013      | 28 de enero de 2014      |      | Active |
| Kim Changhak (김창학)  | PKG-727 | Hanjin Heavy Industries     | 24 de abril de 2013      | 4 de marzo de 2014       |      | Active |
| Park Dongjin (박동진)  | PKG-728 | Hanjin Heavy Industries     | 24 de abril de 2013      | 1 de abril de 2014       |      | Active |
| Kim Soohyun (김수현)   | PKG-729 | STX Offshore & Shipbuilding | 30 de abril de 2014      | 30 de septiembre de 2014 |      | Active |
| Lee Byungchul (이병철) | PKG-733 | STX Offshore & Shipbuilding | 30 de abril de 2014      | 28 de noviembre de 2014  |      | Active |
| Jeon Byeongik (전병익) | PKG-732 | STX Offshore & Shipbuilding | 24 de junio de 2016      | 2017                     |      | Active |

Los primeros seis navíos fueron nombrados en honor a los marinos del Patrullero PKM 357, quienes murieron durante la segunda batalla de Yeonpyeong en 2002.